# Shooting Gallery (Slagharen)
De Shooting Range, ook wel Shooting Gallery genoemd, is een kleinere kermisattractie in Attractiepark Slagharen.
De Shooting Gallery is in 1977 in de toen nieuwe pony-hal gebouwd. De schietkraam bevond zich tot 2016 aan de voorkant van Kids Country maar is sinds 2017 in de Main Street te vinden.
De attractie bestaat uit een schiettent waar de geweren met lasers schieten en niet met echte kogels. Mocht een doelwit geraakt zijn kan men punten verdienen en reageert het decor.
Afbeeldingen · Main Street